# Runaway (Aurora-Lied)
Runaway ist ein Lied der norwegischen Musikproduzentin und Sängerin Aurora, das im Februar 2015 erschien.

## Entstehung und Veröffentlichung
Geschrieben wurde das Lied von der Interpretin selbst, zusammen mit dem Koautoren Magnus Skylstad. Letztere zeichnete zudem auch, zusammen mit Odd Martin Skålnes, für die Produktion verantwortlich.
Die Erstveröffentlichung von Runaway erfolgte als Single am 7. Februar 2015 bei Universal Music. Diese erschien als digitaler Einzeltrack zum Download. Am 11. März 2016 erschien das Lied als Teil von Auroras Debütalbum All My Demons Greeting Me as a Friend (Katalognummer: Decca 4737077). Im März 2021 wurde die Singe in verschiedenen Ausführungen neu digital zum Download und Streaming aufgelegt. Am 11. November 2022 erschien bei GlassNote Records eine 12″-Single mit zwei verschiedenen Versionen des Liedes (Katalognummer: UO1101).

## Stil
Runaway lässt sich als langsam gespieltes Werk den Genres Elektropop und Folktronica, mit Einflüssen der nordischen Folkmusik, zuordnen. Der Liedtext wurde von der Natur inspiriert und handelt von dem Verlassen der Realität und der Erkenntnis, dass die Rückkehr nach Hause notwendig sei.

## Rezeption
Im Jahr 2021 wurde Runaway durch einen Trend zu einem Internetphänomen in den sozialen Medien, allen voran auf TikTok, wodurch sich die Popularität der Single signifikant steigerte.

## Kommerzieller Erfolg
Bis April 2025 zählte Runaway über 680 Millionen Aufrufe auf der Videoplattform YouTube und wurde über eine Milliarde mal auf der Streamingplattform Spotify abgerufen.

### Chartplatzierungen
| ChartsChartplatzierungen     | Höchstplatzierung | Wochen |
| ---------------------------- | ----------------- | ------ |
| Deutschland (GfK)            | 30 (6 Wo.)        | 6      |
| Norwegen (IFPI)              | 14 (5 Wo.)        | 5      |
| Österreich (Ö3)              | 27 (6 Wo.)        | 6      |
| Schweiz (IFPI)               | 21 (8 Wo.)        | 8      |
| Vereinigtes Königreich (OCC) | 25 (11 Wo.)       | 11     |

### Auszeichnungen für Musikverkäufe
| Land/Region                  | Auszeichnungen für Musikverkäufe (Land/Region, Auszeichnung, Verkäufe) | Verkäufe  |
| ---------------------------- | ---------------------------------------------------------------------- | --------- |
| Brasilien (PMB)              | Diamant                                                                | 250.000   |
| Dänemark (IFPI)              | Gold                                                                   | 45.000    |
| Deutschland (BVMI)           | Gold                                                                   | 200.000   |
| Indien (IMI)                 | 14× Platin                                                             | 1.680.000 |
| Italien (FIMI)               | Gold                                                                   | 35.000    |
| Norwegen (IFPI)              | Platin                                                                 | 60.000    |
| Polen (ZPAV)                 | 2× Platin                                                              | 100.000   |
| Portugal (AFP)               | Gold                                                                   | 5.000     |
| Spanien (Promusicae)         | Gold                                                                   | 30.000    |
| Vereinigte Staaten (RIAA)    | Platin                                                                 | 1.000.000 |
| Vereinigtes Königreich (BPI) | Platin                                                                 | 600.000   |
| Insgesamt                    | 5× Gold · 19× Platin · 1× Diamant ·                                    | 4.005.000 |